# 章嘉·若必多吉
章嘉·若必多吉（藏語：ལྕང་སྐྱ་རོལ་པའི་རྡོ་རྗེ་，威利转写：lcang skya rol pa'i rdo rje，1717年—1786年），第三世章嘉呼图克图，甘肃凉州人。
若必多吉三岁（1719年）时被认定为是二世章嘉呼图克图的转世灵童，次年至佑宁寺出家。不久因寺内有喇嘛参加了罗卜藏丹津的反清活动，佑宁寺被清军焚毁，而三世章嘉其后被军护送回北京。在京期间，他曾与雍正帝四子弘历、五子弘晝等一起读书。1734年三世章嘉奉雍正帝谕旨护送七世达赖喇嘛返回西藏，在藏期间曾到甘丹寺、哲蚌寺等处说法。雍正帝去世后回到京城，乾隆帝命他管理京城各寺庙喇嘛，同时赐他“札萨克达喇嘛”。1740年奉乾隆之命将《丹珠尔》译为蒙文，1751年乾隆又赐他“振兴黄教大国师”。1772年至1790年间再次奉乾隆之命将《甘珠尔》译为蒙文。1786年圆寂。